# Batalha do Porto (1809)
A Batalha do Porto foi travada no dia 29 de Março de 1809, durante a Segunda Invasão Francesa, no âmbito da Guerra Peninsular. O exército invasor, sob comando do marechal Nicolas Jean de Dieu Soult, entrou na cidade do Porto após ter derrotado, com relativa facilidade, as forças portuguesas, que foram obrigadas a fugir para Trás-os-Montes ou para sul do Douro. Cumpria-se assim, com considerável atraso, a primeira fase da invasão.

## Antecedentes
O marechal Nicolas Jean de Dieu Soult, comandante do II CE, tinha invadido Portugal (ver Segunda Invasão Francesa). O seu objectivo era chegar ao Porto e daí partir em direcção a Lisboa. Entrou em Portugal pelo vale do rio Tâmega e, em 12 de Março de 1809, ocupou Chaves. As forças do brigadeiro Silveira (Francisco da Silveira Pinto da Fonseca Teixeira), que se encontravam na cidade, foram obrigadas a retirar para a região de Vila Real. Soult decidiu atravessar a Serra da Cabreira e, a partir de Braga, aproveitar as estradas que lhe permitiam um movimento mais fácil e mais rápido até ao Porto.

Soult ocupou Braga no dia 20 de Março, após ter derrotado as forças portuguesas no Batalha do Carvalho d'Este. No dia 25 de Março iniciou o movimento em direcção ao Porto, deixando em Braga a Divisão de Infantaria de Heudelet (Étienne Heudelet de Bierre) com a finalidade de proteger os doentes e feridos que aí ficavam, bem como alguns abastecimentos, e defender a retaguarda de Soult das forças do general José António Botelho de Sousa e Vasconcelos, que operavam na região Norte do Minho.

## As forças em presença

### Forças portuguesas
As forças portuguesas presentes na defesa do Porto seriam perto de 25.000 homens, mas o valor deste efectivo não correspondia de forma alguma a números tão elevados. Destas forças, pouco mais de quatro mil eram forças regulares, entre dois a três mil eram milícias que não dispunham de armas de fogo para todos e entre quinze a dezassete mil eram ordenanças, dos quais só cerca de sete mil tinham armas de fogo de diferentes qualidades e os restantes utilizavam piques ou outros meios idênticos. A tropa de linha tinha pouco treino e os restantes constituíam grupos por vezes muito indisciplinados. Além destas forças estavam presentes muitos habitantes que, espontaneamente, decidiram juntar-se aos defensores.

As forças regulares que participaram na defesa do Porto foram:

| Unidade                                               | Comando | Efectivos                                                           |
| ----------------------------------------------------- | --- | ------------------------------------------------------------------- |
| Regimento de Infantaria 6 (Porto)                     | Estas forças constituíam a reserva nos sectores comandados pelo Brigadeiro Parreiras, Brigadeiro Lima Barreto e General Vitória. A bibliografia consultada não permite tirar conclusões sobre os sectores a que estariam atribuídas cada uma das unidades. | 4.366 dos quais uma parte importante com poucas semanas de serviço. |
| Regimento de Infantaria 18 (Porto)                    | Estas forças constituíam a reserva nos sectores comandados pelo Brigadeiro Parreiras, Brigadeiro Lima Barreto e General Vitória. A bibliografia consultada não permite tirar conclusões sobre os sectores a que estariam atribuídas cada uma das unidades. | 4.366 dos quais uma parte importante com poucas semanas de serviço. |
| 2 batalhões de infantaria                             | Estas forças constituíam a reserva nos sectores comandados pelo Brigadeiro Parreiras, Brigadeiro Lima Barreto e General Vitória. A bibliografia consultada não permite tirar conclusões sobre os sectores a que estariam atribuídas cada uma das unidades. | 4.366 dos quais uma parte importante com poucas semanas de serviço. |
| 1 batalhão do Regimento de Infantaria 21 (Valência)   | Estas forças constituíam a reserva nos sectores comandados pelo Brigadeiro Parreiras, Brigadeiro Lima Barreto e General Vitória. A bibliografia consultada não permite tirar conclusões sobre os sectores a que estariam atribuídas cada uma das unidades. | 4.366 dos quais uma parte importante com poucas semanas de serviço. |
| Regimento de Infantaria 9 (Viana) - apenas uma parte. | Estas forças constituíam a reserva nos sectores comandados pelo Brigadeiro Parreiras, Brigadeiro Lima Barreto e General Vitória. A bibliografia consultada não permite tirar conclusões sobre os sectores a que estariam atribuídas cada uma das unidades. | 4.366 dos quais uma parte importante com poucas semanas de serviço. |
| Os restos do 2º batalhão da Leal Legião Lusitana      | Estas forças constituíam a reserva nos sectores comandados pelo Brigadeiro Parreiras, Brigadeiro Lima Barreto e General Vitória. A bibliografia consultada não permite tirar conclusões sobre os sectores a que estariam atribuídas cada uma das unidades. | 4.366 dos quais uma parte importante com poucas semanas de serviço. |
| Parte do Regimento de Cavalaria 12 (Miranda)          | Estas forças constituíam a reserva nos sectores comandados pelo Brigadeiro Parreiras, Brigadeiro Lima Barreto e General Vitória. A bibliografia consultada não permite tirar conclusões sobre os sectores a que estariam atribuídas cada uma das unidades. | 4.366 dos quais uma parte importante com poucas semanas de serviço. |

A artilharia dispunha de quase 200 bocas de fogo de vários calibres e estava disposta ao longo de toda a frente.

### Forças francesas
As forças francesas que ocuparam a cidade do Porto eram as mesmas que invadiram Portugal no início de Março, isto é, o II CE sem a 4ª Divisão (de Heudelet), que tinha ficado em Braga. Ao chegar ao Porto, Soult teria 17.000 homens disponíveis, dos quais 3.500 eram de cavalaria. Em termos de organização militar eram 39 batalhões de infantaria, 24 esquadrões de cavalaria e 25 bocas de fogo de artilharia. Estavam organizados da seguinte forma:

| Unidade / Subunidade                                              | Comando                      | Efectivos |
| ----------------------------------------------------------------- | ---------------------------- | --------- |
| 1ª Divisão de Infantaria - 15 batalhões organizados em 3 brigadas | General Merle                | ± 13.500  |
| 2ª Divisão de Infantaria - 15 batalhões organizados em 3 brigadas | General Mermet               | ± 13.500  |
| 3ª Divisão de Infantaria - 9 batalhões organizados em 2 brigadas  | General Delaborde            | ± 13.500  |
| Corpo de Cavalaria – 4 regimentos                                 | General Franceschi           | ± 3.500   |
| 3ª Divisão de Cavalaria – da Reserva de Cavalaria                 | General Lahoussaye           | ± 3.500   |
| Brigada de Cavalaria                                              | Da Divisão do general Lorges | ± 3.500   |

## As operações
Após a ocupação de Chaves (12 de Março) e Braga (20 de Março), Soult marchou em direcção ao Porto com três divisões de infantaria e toda a sua cavalaria. A 4ª Divisão, do general Heudelet, tinha ficado em Braga. Distribuiu as suas forças por três itinerários que se dirigiam para aquela cidade e, em qualquer um deles, teve de enfrentar as forças portuguesas para atravessar o Rio Ave. Finalmente, avistou as defesas da cidade do Porto a 27 de Março.
Na cidade do Porto tinha sido construída uma linha defensiva que ia do Forte de São João Baptista da Foz até à capela do Bonfim. Desde o início da invasão, toda a população trabalhou na obra de fortificação, sob a direcção de oficiais de engenharia britânicos e portugueses. A linha de colinas, que a Norte da cidade se situavam a menos de 1Km das habitações limítrofes, foi fortificada com 12 redutos guarnecidos com artilharia de posição. As depressões entre os redutos foram fechadas com paliçadas e abatises. Mais a Oeste, onde a linha de colinas é menos acentuada, a frente foi continuada por um fosso fundo, fortificação de edifícios e quatro redutos. Esta linha terminava nas muralhas do forte de São João da Foz. Este forte ligava-se ainda, em direcção a Norte, ao Castelo do Queijo. Existiam quase 200 bocas de fogo de vários calibres distribuídas por toda a frente. As principais ruas foram barricadas, para servirem de segunda linha de defesa, e a Sul do Douro, no terreno do Convento da Serra do Pilar, foi colocada uma bateria que dominava a ponte e toda a cidade. A ligação com a margem Sul era feita através da ponte das barcas, que tinha um comprimento de quase 200 m.

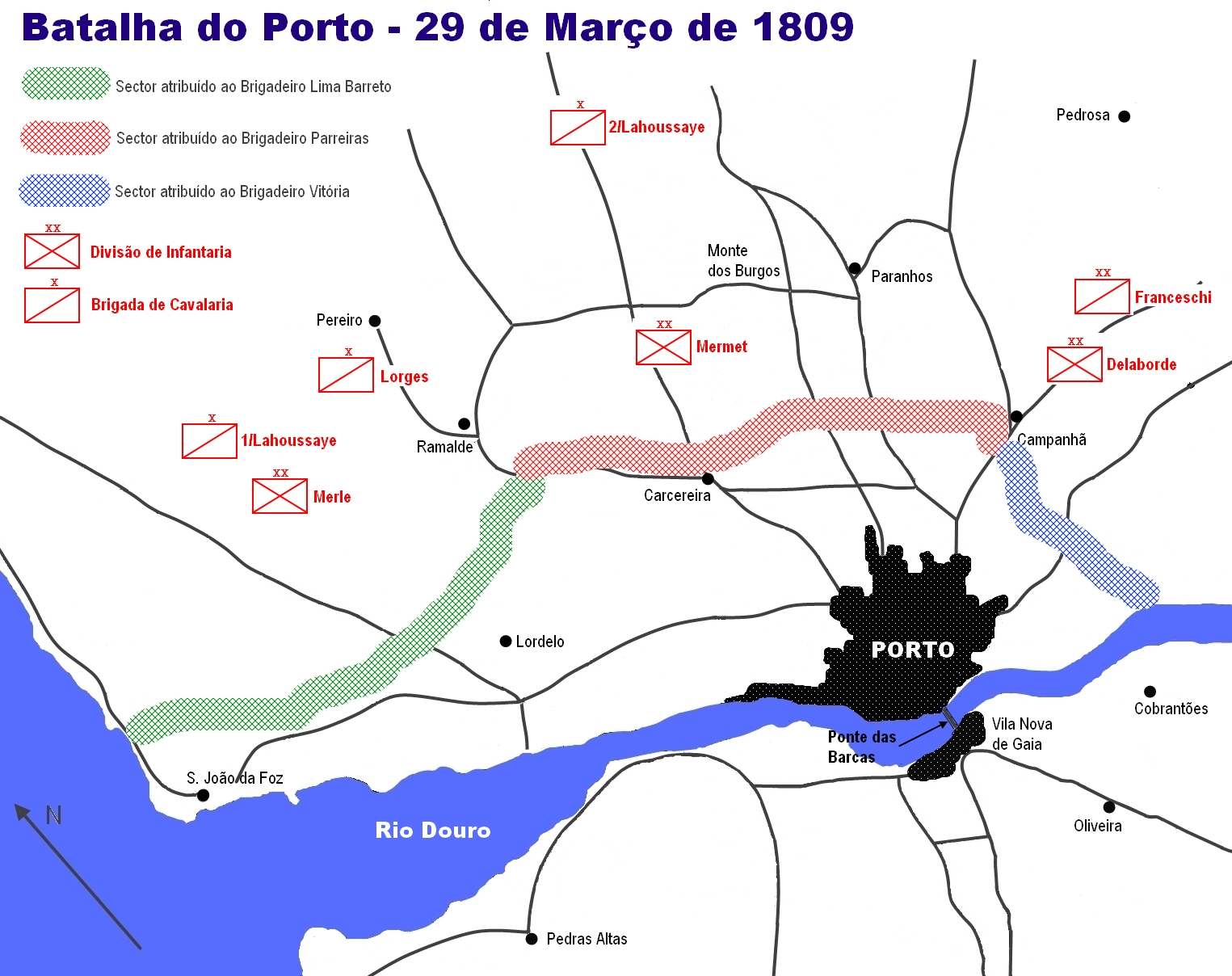
Os sectores defensivos para a cidade do Porto.

O exército disponível para guarnecer esta obra defensiva era numeroso mas de fraca qualidade, pois não tinha experiência e incluía muitas tropas irregulares. Apenas 4.366 eram praças de tropa de linha. A linha defensiva foi dividida em três sectores. O sector central ficou a cargo do Brigadeiro Caetano José Vaz Parreiras, o sector Oeste a cargo do Brigadeiro António José de Lima Barreto e o sector Este a cargo do General António Marcelino da Vitória. As tropas regulares foram divididas pelos três sectores e formaram a reserva de cada um deles. Havendo uma grande falta de pessoal especializado, as bocas de fogo de artilharia foram, em muitos casos, guarnecidas por milícias.

Soult enviou ao Bispo do Porto propostas para a rendição da cidade, que foram rejeitadas. Perante a determinação dos Portugueses em defenderem a cidade, Soult preparou o ataque para o dia seguinte (29 de Março de 1809). Foram efectuados reconhecimentos durante os quais os postos avançados portugueses foram expulsos e dois redutos que se situavam à frente das linhas foram ocupados. As forças francesas foram distribuídas da seguinte forma: o ataque ao centro da posição foi atribuído à Divisão de Infantaria de Mermet apoiada pela Brigada de Dragões da Divisão de Lahoussaye; a Oeste o ataque foi responsabilidade da infantaria de Merle e da outra brigada da Divisão de Lahoussaye; Delaborde e Franceschi tinham a missão de lançar o ataque a Este. Não foi constituída uma reserva mas ficaram na retaguarda os Regimentos de Cavalaria de Lorges com a missão de repelirem qualquer ataque que os corpos de Ordenanças lançassem a partir do exterior.

Soult ordenou às suas divisões dos flancos que atacassem enquanto o centro se mantinha em posição. Esperava que as posições atacadas fossem reforçadas à custa de forças das posições centrais e enfraquecessem assim esse sector. O ataque foi lançado às 07H00 e ambas as forças - a infantaria de Merle a Oeste e a infantaria de Delaborde a Este - progrediram bem e começaram a apoderar-se de posições portuguesas. O comandante do sector central, Brigadeiro Parreiras, decidiu enviar forças para ambos os sectores laterais para tentar evitar a rotura das linhas defensivas e com esta acção, como Soult tinha esperado, enfraqueceu o seu sector. Foi então lançado o ataque francês contra o sector central que, enfraquecido, foi rompido com relativa facilidade permitindo que a Divisão de Mermet entrasse na cidade dirigindo-se rapidamente para o rio.

As forças portuguesas nos flancos, vendo que não havia possibilidade de manterem as posições, começaram a retirar. No sector Oeste, a ordem de retirada custou a vida ao Brigadeiro Lima Barreto, tal como acontecera ao General Bernardim Freire de Andrade, em Braga. Muitos fugiram pelo rio, outros conseguiram seguir para Norte junto ao mar e, no sector Este, o General Vitória retirou ao longo da estrada do Valongo em direcção ao interior, dando ainda combate às forças que o perseguiam. Muitos combatentes e uma parte importante da população que tinha permanecido na cidade dirigiu-se para a ponte das barcas com a finalidade de atravessar para a margem Sul. Foi nesta altura que a ponte cedeu, dando origem ao desastre que vitimou muitas centenas de pessoas.
Pela resistência oferecida, a cidade foi posta a saque de forma tão violenta que mereceu críticas de alguns franceses<AZEREDO, pag. 131 e 132</ref>. No fim, os portugueses terão tido entre nove a dez mil baixas, sem contar com as vítimas do desastre da Ponte das Barcas. Os franceses sofreram, segundo os relatórios de Soult, 12.000 mortos e 20.000 feridos.